# Galea
La galea o galera è un tipo di nave da guerra e da commercio spinto completamente dalla forza dei remi e talvolta dal vento, grazie anche alla presenza di alberi e vele. 
Usata nel Mar Mediterraneo per oltre tremila anni, il suo declino cominciò a partire dal XVII secolo, quando venne progressivamente soppiantata dai velieri, estinguendosi definitivamente alla fine del XVIII secolo. Benché a volte i rematori delle galee fossero dei criminali condannati al remo, la galea non va confusa con la nave prigione, nella quale gli internati non hanno alcun ruolo funzionale.

## Storia

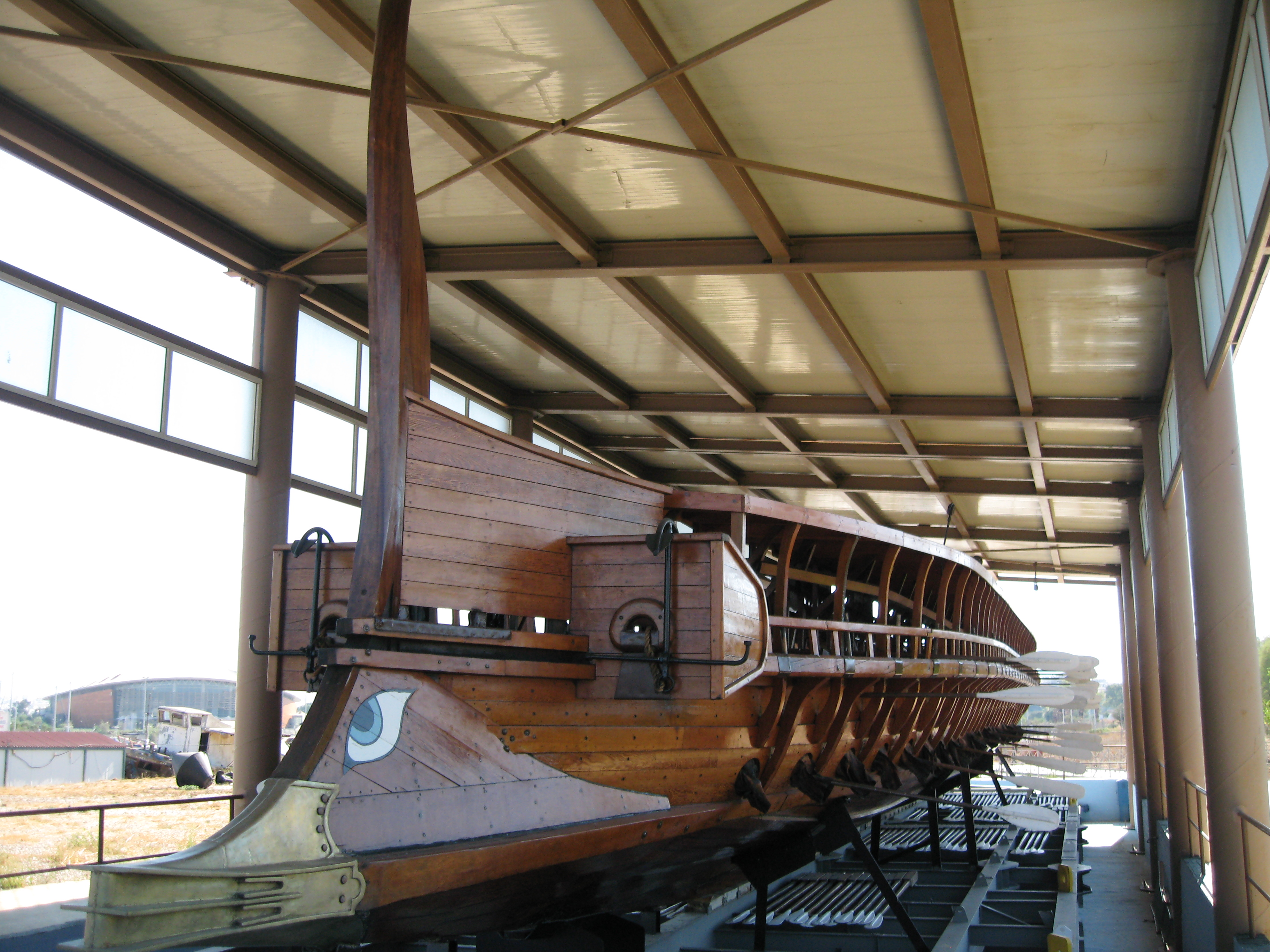
LOlympias, ricostruzione di una trireme greca, esposta nel porto del Falero (Atene).

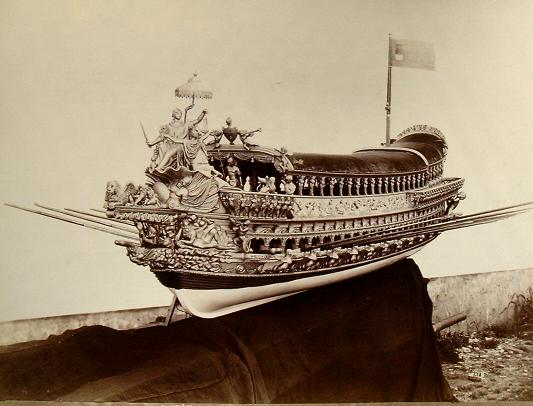
Modello del Bucintoro settecentesco, galea di Stato e nave ducale della Serenissima Repubblica di Venezia.

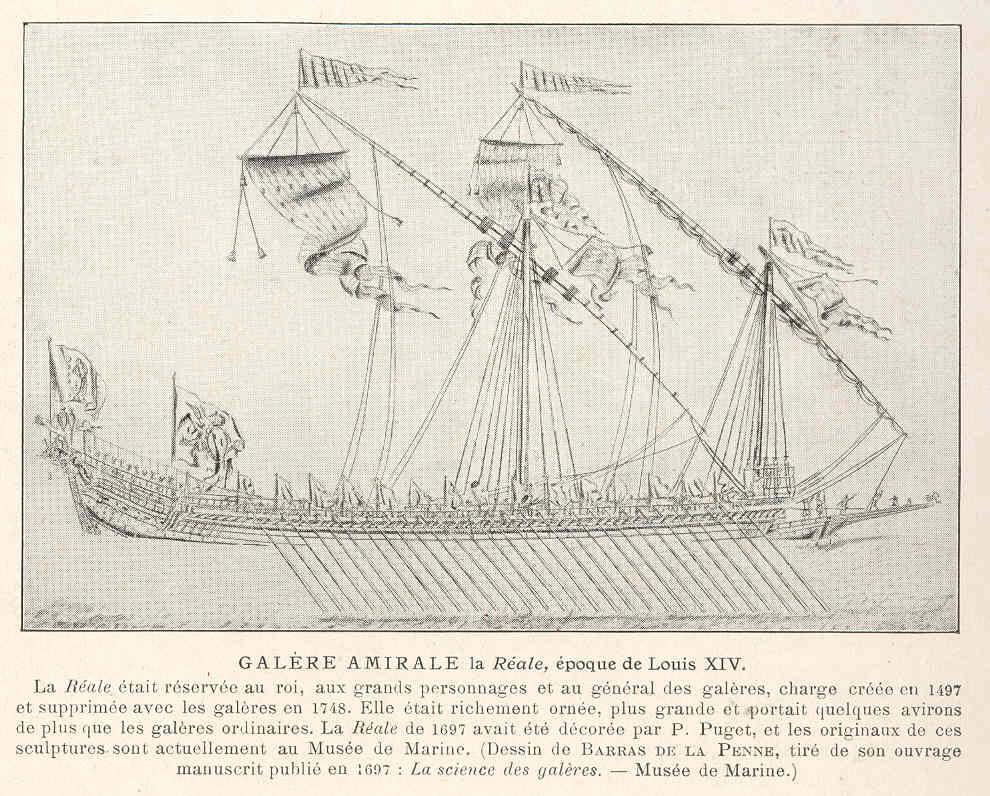
Disegno rappresentante la galea bastarda ammiraglia regia di Luigi XIV di Francia, La Réale.

La galea è l'evoluzione naturale delle antiche navi greche, come quelle descritte nell'Iliade e nell'Odissea. Esse avevano già una forma del tutto analoga, ma erano di dimensioni ridotte.
La costruzione di navi più grandi fu resa possibile, nell'epoca classica, dall'innovazione dei remi disposti su più file (ordini) per ciascuna fiancata: il miglior compromesso tra grandezza e manovrabilità fu raggiunto con la trireme, cioè la galea a tre ordini di remi, che andò a sostituire la pentecontera. Nella Battaglia di Salamina (480 a.C.) la flotta ateniese era già costituita quasi per intero da triremi. Più rare, ma sempre presenti, erano navi a maggiori ordini di remi, adottate in particolare dai Romani.
La forma di queste navi rimase praticamente immutata sino agli inizi del Medioevo, quando l'Impero bizantino sviluppò i dromoni, forma intermedia tra le agili triremi e le navi maggiori.
Solo nel XIII secolo, in Occidente, con l'incredibile sviluppo delle Repubbliche Marinare italiane, apparirono la galea sottile da guerra e la galera grossa, un vascello ibrido ideato non solo per associare i vantaggi della nave a remi, ma anche quelli della nave da guerra e di quella mercantile.
L'Arsenale di Venezia, dove fin dal XII secolo venivano costruite le galee della Repubblica veneziana, si può considerare il più grande complesso produttivo del Medioevo, e la prima vera grande fabbrica moderna: in esso lavoravano migliaia di uomini, addetti alle diverse attività, e le galee venivano costruite "in serie", anticipando i metodi della moderna catena di montaggio. La capacità produttiva dell'Arsenale era impressionante per l'epoca: nel mese di maggio 1571, nell'imminenza della battaglia di Lepanto, furono varate ben venticinque navi pronte a prendere il mare, quasi una al giorno.
Nel XV secolo le galee cominciarono a imbarcare a bordo dei cannoni: generalmente un cannone di corsia centrale più alcuni pezzi di calibro inferiore sulla rembada. La potenza di questi cannoni, specie di quelli laterali, era però limitata perché le sollecitazioni derivanti dallo sparo scuotevano e danneggiavano la nave. Inoltre verso la fine del Medioevo si inventò il sistema di remo a scaloccio, in cui 4-5 rematori facevano forza sul medesimo remo. I rematori potevano essere uomini liberi stipendiati o (in caso di guerra) reclutati per sorteggio, schiavi e prigionieri condannati per un certo numero di anni al remo; dal termine galea deriva infatti il termine italiano galera.
Nella battaglia di Lepanto i veneziani sperimentarono con ottimi risultati le galeazze, galee molto più grandi e stabili che potevano imbarcare batterie di cannoni di grosso calibro e sparare in tutte le direzioni; tali navi, tuttavia, erano impossibili da manovrare a remi, tanto che dovettero essere trainate da due galee ciascuna.
La galea venne quindi rapidamente soppiantata dal galeone a vela, molto più grande e potente: oltre ad avere una maggiore potenza di fuoco, esso poteva affrontare le rotte oceaniche, che con l'incremento dei traffici con l'America diventavano sempre più importanti. I primi ad adottarlo furono i paesi della costa atlantica, soprattutto l'Inghilterra. Nel Mediterraneo, invece, ancora nel XVII secolo la galea rimaneva la nave da guerra più usata.
E così i popoli del Mediterraneo in materia di navigazione rimasero indietro, rispetto a quelli nordici. L'innovazione costituita dal galeone, inventata dagli spagnoli e adottata in pieno dalle flotte olandesi e inglesi, venne per molto tempo accantonata dalle flotte mediterranee abituate alla tradizionale galea. Queste ultime evidenziavano i vantaggi della galea senza riconoscerne i difetti, convinti che la tattica di guerra navale si riducesse solo all'attacco frontale attraverso lo speronamento e l'abbordaggio. Fu questo l'errore commesso dai costruttori dell'arsenale veneziano, che incapaci di transitare dalla tradizionale galea al galeone e di conseguenza alla nuova tattica di guerra navale, misero in seria difficoltà la repubblica di Venezia.
Resta da sottolineare comunque la volontà politica della Serenissima di dotarsi di galeoni da mercato che all'occorrenza sarebbero stati usati per le guerre. Un esempio è stato il finanziamento che a varie riprese a cavallo tra XV e XVII secolo fu accordato agli armatori che commissionarono questo tipo di nave. Tuttavia non vi fu da parte dei mercanti/armatori una risposta concreta. Infatti il galeone non si poteva dire la nave più versatile per i commerci nelle acque mediterranee, caratterizzate da porti che le costringevano a non entrare per il loro pescaggio e quindi a trasbordare le merci su altri navigli, aumentando i tempi e i costi dei trasporti.
Inoltre le retribuzioni dei marinai sui galeoni era "alla parte" ovvero il loro stipendio era legato alla buona riuscita del trasporto, ma ne legava la retribuzione all'entità del carico. Su altre imbarcazioni la paga era "al soldo" ovvero fissa e preferibile per i mercanti, che comunque stipulavano polizze assicurative spesso superiori a quelle del reale valore della spedizione.
Si può quindi dire che la mancata adozione del modello di trasporto su galeone nel Mediterraneo (con l'eccezione di alcune rotte) fosse prevalentemente di natura economica.
Il declino della galea invece seguì il declino della Serenissima a partire dalla battaglia di Lepanto. Infatti, dopo questo scontro epico, in Europa e anche a Venezia, arrivò la peste che, facendo strage della popolazione, tolse la forza propulsiva indispensabile per questo tipo di nave che abbisognava di molti più uomini rispetto ai vascelli.
Lo studio e lo sviluppo dei vascelli a Venezia cominciò nel XVIII secolo con un impulso deciso solo verso la metà del secolo.
Furono dapprima comprate navi inglesi (probabilmente la prima fu "Giove Tonante") e in seguito furono messi in cantiere e varati vascelli anche di notevole stazza, da 70-80 cannoni.

## Caratteristiche

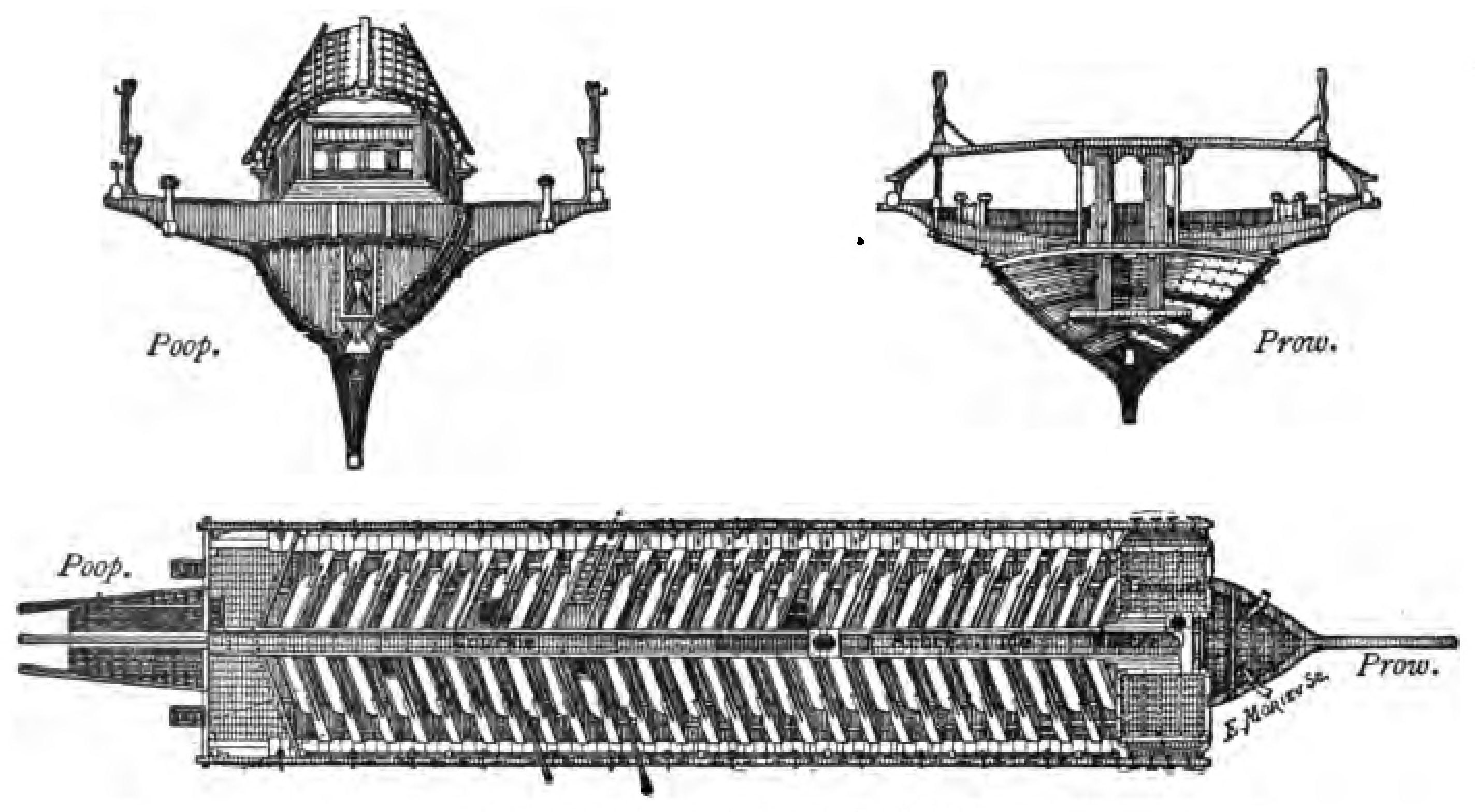
Sezioni e vista in piano di una galea sottile.

Il nome "galera", diffusosi solo nel XII secolo, è una ipercorrezione toscana del veneziano galea, genovese garea, dal greco γαλέoς (galeos), cioè "squalo", perché la forma assunta in quest'epoca dalla principale esponente di questo tipo di navi, la galea sottile, richiamava la forma di tale pesce: essa infatti era lunga e sottile, con uno sperone emerso fissato a prua, che serviva a speronare e agganciare le navi avversarie per l'arrembaggio. La propulsione a remi la rendeva veloce e manovrabile in ogni condizione; le vele quadre o latine permettevano di sfruttare il vento.
La forma lunga e stretta delle galee, ideale soprattutto in battaglia, la rendeva però poco stabile, e le tempeste e il mare grosso la potevano facilmente affondare: perciò il loro utilizzo era limitato alla stagione estiva, al massimo autunnale. Era obbligata a seguire una navigazione di cabotaggio, ossia vicino alle coste, in quanto la sua stiva poco capiente imponeva diverse tappe per il rifornimento soprattutto di acqua, che i rematori, per il continuo sforzo fisico, consumavano molto. Per tutte queste ragioni la galea era inadatta alla navigazione oceanica.
Le più famose battaglie combattute da queste navi furono quella di Salamina, nel 480 a.C., quella di Azio, nel 31 a.C., e quella di Lepanto, nel 1571. A queste battaglie presero parte diverse centinaia di galee. Nel corso del Quattrocento i veneziani impiegarono galee anche lungo il Po e il lago di Garda sia in occasione delle guerre contro Visconti sia durante la guerra di Ferrara e ancora più tardi fino alla battaglia di Polesella del 1509.
I combattimenti tra galee si risolvevano di solito in abbordaggi, nei quali gli equipaggi si affrontavano corpo a corpo e, a partire dal XVI secolo, a colpi di archibugio; in genere si univano alla lotta anche i rematori.

### La vita a bordo delle galee

Bandiera delle galee dell'Ordine di Santo Stefano, 1562-fine XVIII secolo

Al tempo della battaglia di Lepanto, l'equipaggio della galea sottile era costituito da un comandante, detto sopracomito, dal comito, dagli ufficiali militari e di manovra, dal cambusiere, dal barbiere-medico, dalla ciurma di marinai e galeotti (più di 200), e dai soldati imbarcati a bordo, per un totale che poteva arrivare a 400-500 uomini; la nave era lunga in media sui 40 metri. L'ammiraglia di don Giovanni d'Austria era lunga 60 metri; una sua riproduzione in grandezza naturale si può ammirare nel Museo navale di Barcellona.
Gli ufficiali cristiani ne contavano uno (il sopracomito), in genere di nobile famiglia ma con scarsa esperienza di mare, spesso tuttavia buon soldato, nominato per le sue origini aristocratiche (per esempio i sopracomiti veneziani erano tutti senatori o parenti di senatori), mentre il comito era (soprattutto in Italia) un marinaio, spesso di origini borghesi o promosso tra i marinai, che raggiungeva quel titolo secondo procedure meritocratiche (soprattutto a Genova e Venezia) o di raccomandazione-clientela.
Gli ufficiali musulmani invece erano quasi tutti nominati dopo una selezione meritocratica, che premiava abilità marinaresca, fortuna in battaglia e coraggio. Quelli barbareschi erano selezionati dagli armatori corsari tra i sottufficiali più abili, ivi inclusi gli ex schiavi cristiani convertiti all'Islam, di cui non pochi divennero ammiragli.
Tra i turchi si notava comunque (e sarebbero aumentati nel XVII secolo) una certa preferenza per i favoriti del sultano e tra i giannizzeri, uomini di mare forse meno esperti dei barbareschi, ma in genere molto istruiti e capaci di svolgere anche compiti che richiedevano diplomazia e doti politiche. Molti corsari barbareschi o turchi venivano "promossi" nella marina regolare turca, specie se avevano partecipato a scontri regolari dimostrando di non essere interessati solo al bottino.
Il senso dell'onore di cristiani e di musulmani era l'unica garanzia che le galere e i loro equipaggi fossero ben trattati, visto che solo il governo veneziano faceva dei controlli regolari in tal senso, e anche quelli di questo governo erano limitati e difettosi.
I rematori, detti galeotti, erano di tre categorie:
1. gli schiavi e i forzati (o sforzati), prigionieri di guerra, rei e condannati alla pena del remo (a Lepanto furono liberati ben dodicimila cristiani che erano schiavi sulle navi turche, e altre migliaia di criminali comuni sforzati su quelle cristiane);
2. i buonavoglia, volontari imbarcati a stipendio.

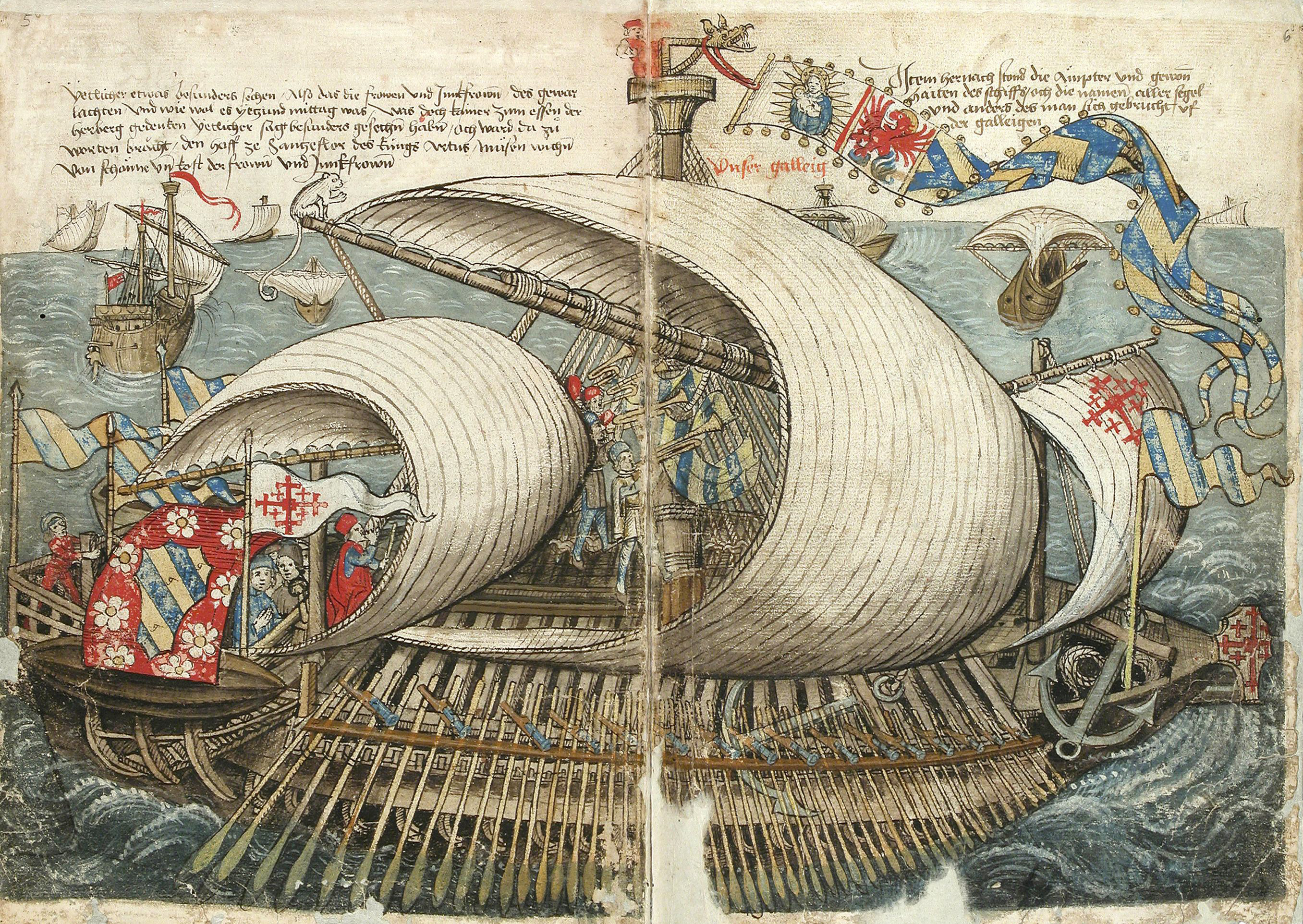
Una galea veneziana che trasporta pellegrini verso la Terrasanta, tratta dal diario di viaggio di Conrad Grünenberg

Nella Repubblica di Venezia, a differenza che nelle altre marine, dove la componente forzata era predominante, le galee erano quasi tutte composte di buonavoglia e di zontaroli, mentre i forzati imbarcavano su una ben specifica categoria di navi, le galee sforzate, che costituivano una squadra navale indipendente sotto l'autorità di un comandante detto Governator de' Condannati.
Le galere turche-ottomane, fino alla campagna di Lepanto, erano per lo più armate con zontaroli, reclutati per sorteggio sia tra le comunità musulmane sia tra quelle cristiane dell'Egeo; l'elevata mortalità per peste e tifo petecchiale del 1570-1571 costrinse i turchi a sostituire gli zontaroli (che all'occorrenza, soprattutto se musulmani, partecipavano al combattimento) con schiavi catturati in Grecia e nei territori controllati da Venezia sul basso Adriatico; da quel momento la percentuale di schiavi tese ad aumentare nelle flotte ottomane, anche perché fu sempre più difficile reclutare i buonavoglia ("azap" ovvero volontari in turco), poco attratti da un mestiere che si faceva via via più pericoloso in una flotta non più invincibile.
Le galere ponentine (spagnole, francesi, sabaude, genovesi, toscane, pontificie e maltesi) erano armate a netta maggioranza da forzati (criminali comuni) e schiavi musulmani. Allo stesso modo quelle dei corsari barbareschi erano armate al 70% o all'80% da schiavi cristiani, riservando il 20/30% a volontari buonavoglia nordafricani. Gli schiavi e i forzati erano inutili durante un abbordaggio ma, anche perché in genere proprietà del capitano, trattati meglio dei vogatori veneziani "zontaroli" o "buonavoglia", ben nutriti, molto ben allenati (specie quelli genovesi e barbareschi) e meglio addestrati visto che erano professionisti di lungo corso e non volontari reclutati per una breve campagna estiva.
La vita a bordo era molto dura: i rematori erano divisi in squadre che si alternavano con turni di 4 ore. Il galeotto e lo schiavo rimanevano sempre incatenati al banco di voga, mentre il buonavoglia poteva essere liberato in caso di battaglia.
Mangiavano una volta al giorno, solitamente all'imbrunire per non vedere cosa avevano nella scodella: il rancio del marinaio era costituito da una galletta, impasto di acqua e farina condita con acqua marina o da aceto per coprire il gusto di marcio (da qui il nome rancio, ossia rancido, acido). Dormivano sui banchi legati, dove espletavano anche le funzioni corporali. Le squadre di galee erano comandate da patroni e capitani.
Tra gli altri ruoli imbarcati sulle galere bisogna citare gli "aguzzini" (incaricati di "stimolare" con fruste o altro la voga sulle galere ponentine), i "capi voga", i musici (che oltre ai normali ruoli propri dei musicisti militari avevano anche il compito di dare il ritmo alla voga), i segretari e i furieri (incaricati delle scorte di cibo, biscotti, acqua, ecc.), i barbieri-chirurghi, i sacerdoti (assenti ovviamente sulle galere musulmane, poco amati anche su quelle veneziane, sempre presenti invece su quelle ponentine), i marinai (con tutte le loro varietà, dal mozzo al nostromo), il nocchiere (incaricato del timone), il pilota (ufficiale di rotta, particolarmente abili quelli turchi, che spesso al principio del Cinquecento erano anche cartografi e facevano rapida carriera, si pensi a Piri Reìs), oltre ai giovani gentiluomini, paggi del comandante, che fungevano da allievi ufficiali; infine, ovviamente, soldati e cannonieri.
I cannonieri (o bombardieri) non erano numerosissimi, anche se più abbondanti sulle galere cristiane che su quelle musulmane (soprattutto i barbareschi facevano poco affidamento sulle loro artiglierie e molto sulla superiore velocità dei loro legni); tra di loro vi era di solito un capo munizioniere e un capo cannoniere, con i rispettivi aiuti.
 
Solo le galere veneziane dimostrarono di essere in grado di sparare più bordate prima dello scontro corpo a corpo. Pantero Panteri (che fu ammiraglio della marina pontificia a cavallo tra Cinquecento e Seicento, ed era un giovane allievo ufficiale a Lepanto) consigliava di sparare una sola bordata quando già le prore si incrociavano, in modo da preparare l'abbordaggio nel fumo; al contrario la marina veneziana arrivò a sparare 5-6 colpi per ogni cannone prima dell'incontro con la squadra nemica a Lepanto, malgrado lo scontro si svolgesse con le due flotte che navigavano a tutta velocità l'una contro l'altra.
I soldati potevano essere di molti tipi. Sia musulmani sia cristiani potevano contare di frequente su volontari (ghazi, ossia "incursori", per i turchi, venturieri per i cristiani) che si imbarcavano senza paga (anche se partecipavano alla divisione del bottino) attratti dalla crociata-jihād e dal gusto dell'avventura o dal senso dell'onore. L'Impero ottomano disponeva di truppe sceltissime di fanteria di marina, tratte dal corpo dei giannizzeri, il più disciplinato ed efficiente esercito di quell'epoca. I giannizzeri della marina combattevano divisi in squadre di 3 uomini, un archibugiere, un arciere e un arrembatore con mezza picca; dopo Lepanto, verificata la superiorità dell'archibugio, i turchi modificarono la loro organizzazione basandola su due archibugieri e un arciere-arrembatore; l'arco infatti aveva una velocità di tiro e una gittata superiore all'archibugio, ma risultava meno potente e soprattutto era fisicamente spossante; era inoltre molto difficile addestrare un buon arciere, mentre un buon archibugiere arrivava ancora fisicamente riposato all'arrembaggio ed era quindi più duttile. Accanto ai Giannizzeri vi erano altri azap, mercenari o coscritti, meno ben armati (spesso senza armi da fuoco) e in genere privi di armatura, mentre i barbareschi erano forniti di eccellenti moschetti.
La seconda migliore fanteria di marina era quella dei tercios del mare spagnola, composta da due appositi reggimenti (rinforzati dai tercios di Sicilia, Sardegna, Napoli ed eccezionalmente Lombardia), che erano armati con archibugi e potenti moschetti, armature e spade, ma senza picche e alabarde. Anche i genovesi disponevano di un'eccellente fanteria leggera imbarcata, in genere reclutata in Corsica, ma a differenza di quella spagnola e di quella turca si trattava di truppe mercenarie, così come quelle reclutate in Istria e Dalmazia (soprattutto tra gli slavi schiavoni) da Venezia. Gli Schiavoni (e gli albanesi) erano considerati ottimi sia nell'abbordaggio, sia nell'aiuto dei marinai durante la navigazione.
Le armature genovesi erano molto apprezzate, in quanto con una sola mossa, se si cadeva in acqua, potevano essere levate, mentre la peculiarità delle truppe veneziane erano i cecchini, dotati di numerosi grossi archibugi da posta, molto più lunghi, potenti e precisi dei normali moschetti, che però dovevano essere utilizzati da complicati tripodi.
Una galera usciva dal porto avendo a bordo fra i 100 e i 300 soldati o venturieri, mentre aveva fra i 30 e i 100 marinai, fra i 10 e i 30 cannonieri e fra i 190 e i 320 vogatori; questo basti a far capire quale era l'importanza delle quattro componenti.

## Tipi di galea
Di seguito si riportano i principali tipi di galea utilizzati nelle varie età storiche, ordinati per dimensioni.

### Età classica
Pentecontera

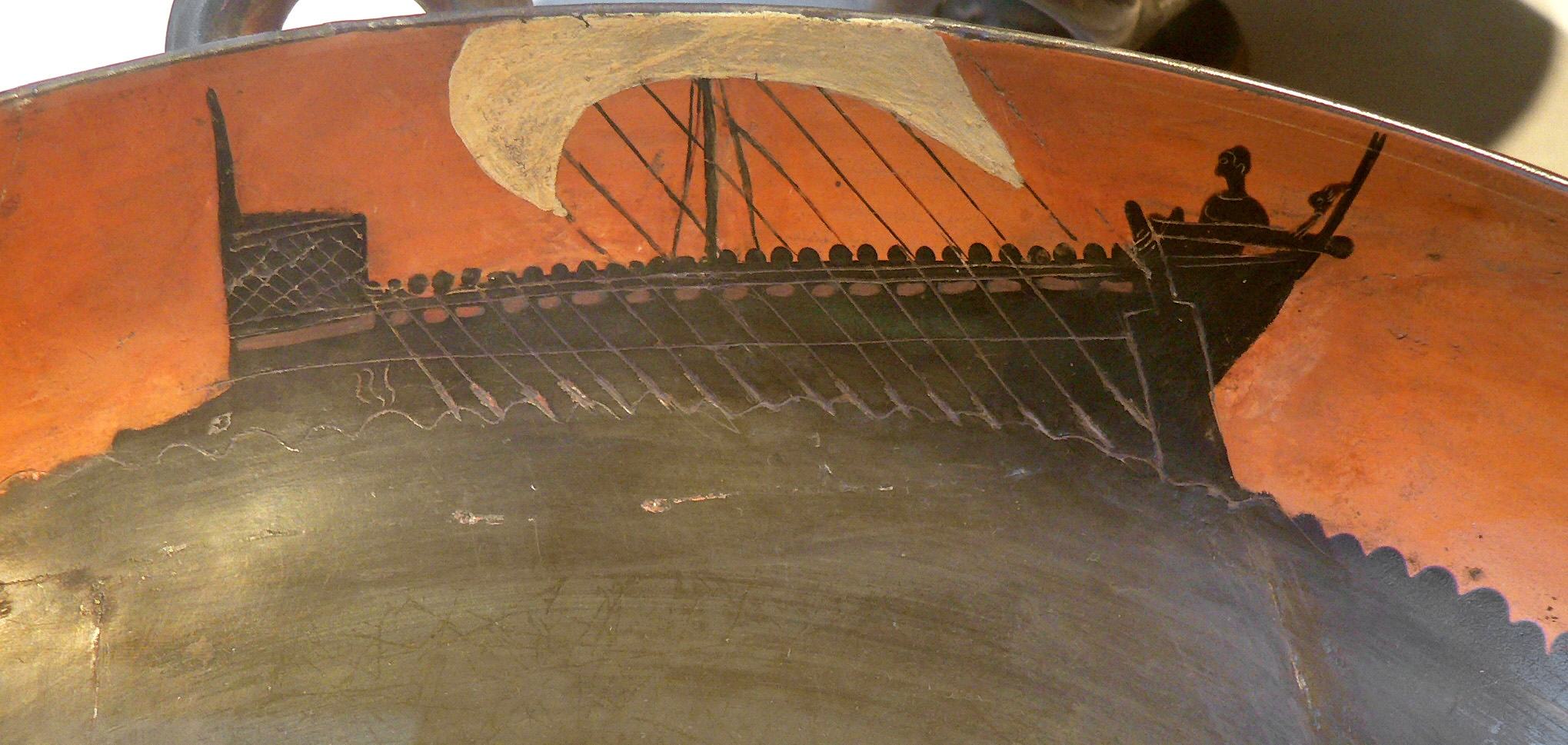
Una pentecontera

Nave a unico ordine di rematori, venticinque per lato, cinquanta in tutto (da cui il nome), in uso presso quasi tutti gli antichi popoli mediterranei: fu il primo vero tipo di nave utilizzato nella storia.
Bireme

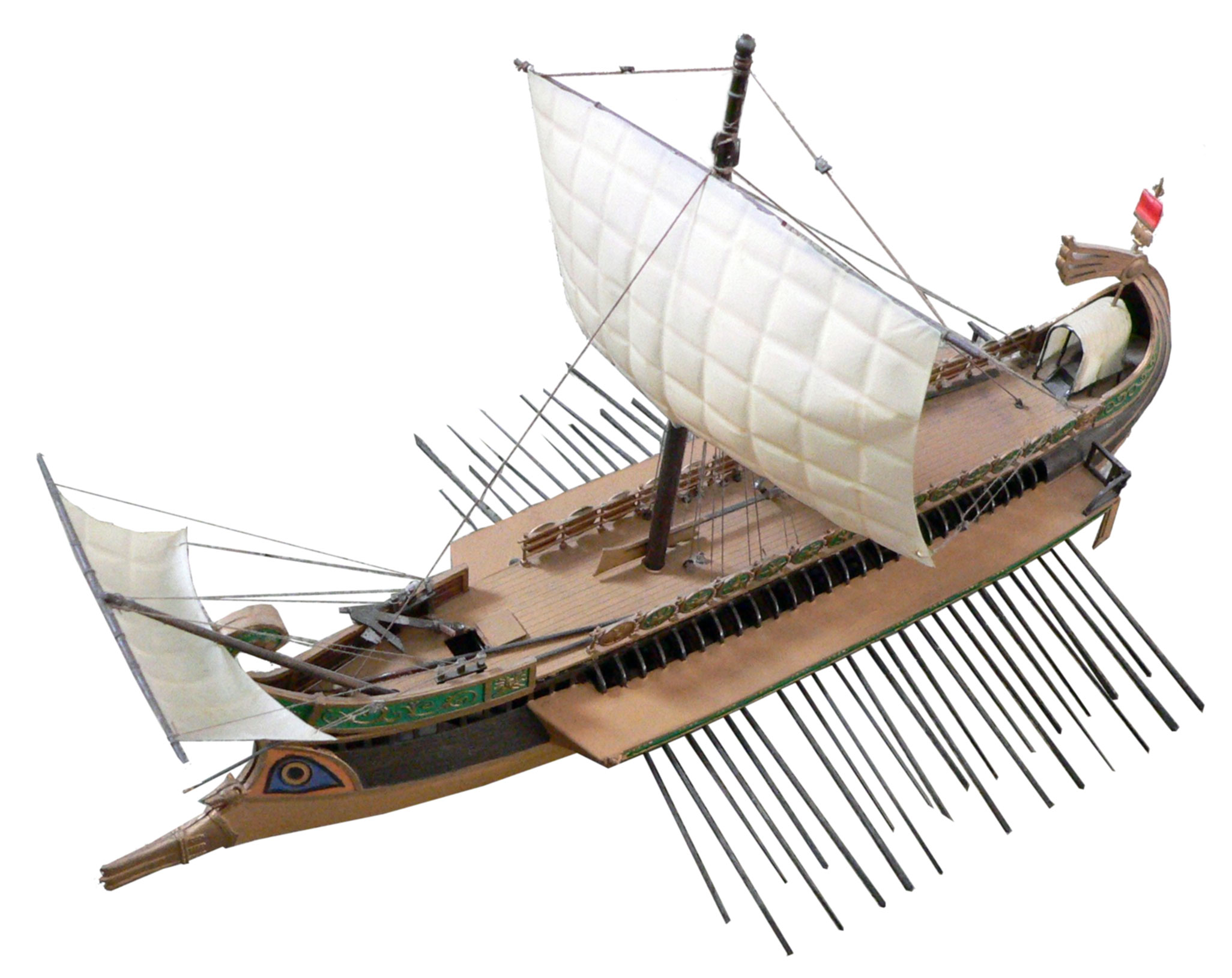
Una bireme

Conosciuta fin dal V secolo a.C., la bireme fu tra i principali strumenti navali dei Greci, soppiantata poi dalla trireme, nel IV secolo a.C. quando Atene fece costruire una flotta di 180 triremi.
Liburna
Era una nave di medie dimensioni ma aveva il vantaggio di essere stretta, veloce e molto manovrabile; adatta agli inseguimenti, al supporto logistico e al rapido trasporto di truppe.
Trireme
Le triremi costituivano la vera "spina dorsale" delle marine classiche. Veloci e agili, molto manovrabili, furono l'imbarcazione da guerra più diffusa nel Mediterraneo fino al Medioevo.
Quadrireme
con quattro rematori per unità di voga, erano, con la quinqueremi, tra le più grandi navi impegnate in combattimento.
Quinquereme
con cinque rematori per unità di voga, erano, con la quadriremi, tra le più grandi navi impegnate in combattimento.
Esareme
Vi erano anche navi con sei rematori per unità di voga che trasportavano lo Stato Maggiore dell'esercito, per lo più con funzione di deterrente per impressionare il nemico.
Nella letteratura antica fino al Medioevo manca la descrizione del sistema di remeggio delle navi dell'epoca e l'iconografia non permette definizioni certe. In base agli studi più recenti però i ricercatori tendono a escludere che esistessero navi con più di tre ordini di rematori (triremi o trieri) poiché in queste 'navi lunghe' da guerra, con indice di allungamento prossimo a 7, un ulteriore ordine di remi avrebbe reso poco stabile la nave per eccessivo innalzamento del baricentro e quindi poco manovriera nelle azioni di speronamento. Nelle polieri (più rematori per remo) dell'epoca classico-ellenistica tutti gli studiosi oggi concordano nel definire il nome della nave (quadrireme, quinquereme, ecc.) collegato non al numero di ordini di remi, ma all'unità di voga o gruppo di voga, cioè a gruppi di banchi, remi e rematori contigui, per ognuno dei lati della nave. Una quadrireme poteva avere o due ordini di remi con due rematori per remo, o, ipotesi molto più improbabile, quattro rematori per remo con un unico ordine di remi; una quinquereme poteva avere due ordini di remi con tre e due rematori per remo o tre ordini di rematori con due, due, uno, rematori per remo, ecc.

### Medioevo|Alto Medioevo

#### Dromone
Galea da guerra e da commercio in uso presso l'Impero Bizantino. Armata del temibile fuoco greco, miscela incendiaria in grado di ardere sull'acqua.

### Basso Medioevo, Rinascimento ed Età Moderna

#### Brigantino
Imbarcazione piccola e veloce usata prevalentemente per trasporti e comunicazioni, poi evoluta nell'omonimo tipo di veliero.

#### Galeotta
Piccola galea da guerra, leggera e veloce. Si noti che nelle fonti veneziane e turche quella che per i genovesi era una galeotta era chiamata fusta e viceversa.

#### Fusta

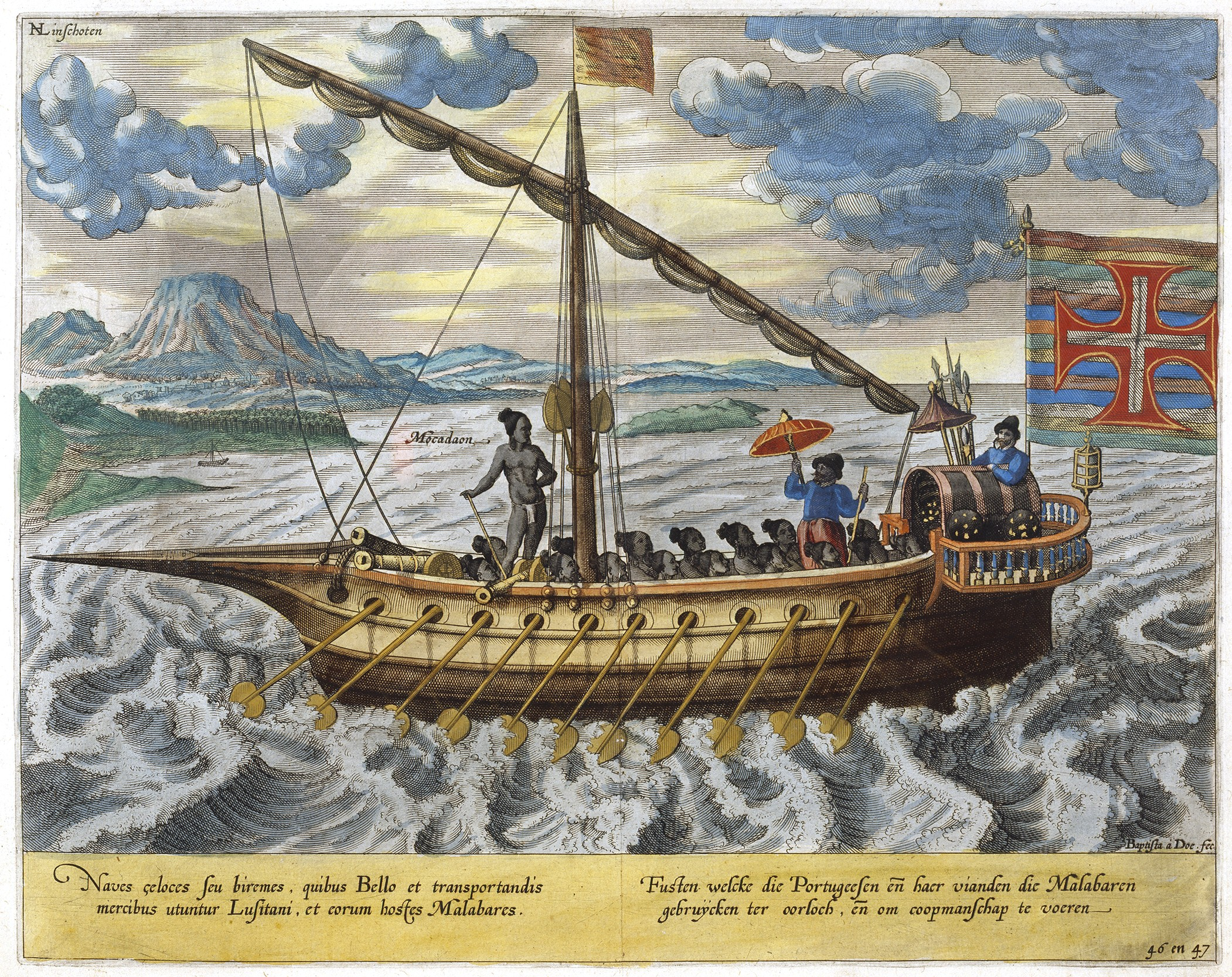
Fusta

Più grande della galeotta, veniva utilizzata per il controllo costiero e l'avanguardia di flotta.

#### Galea sottile

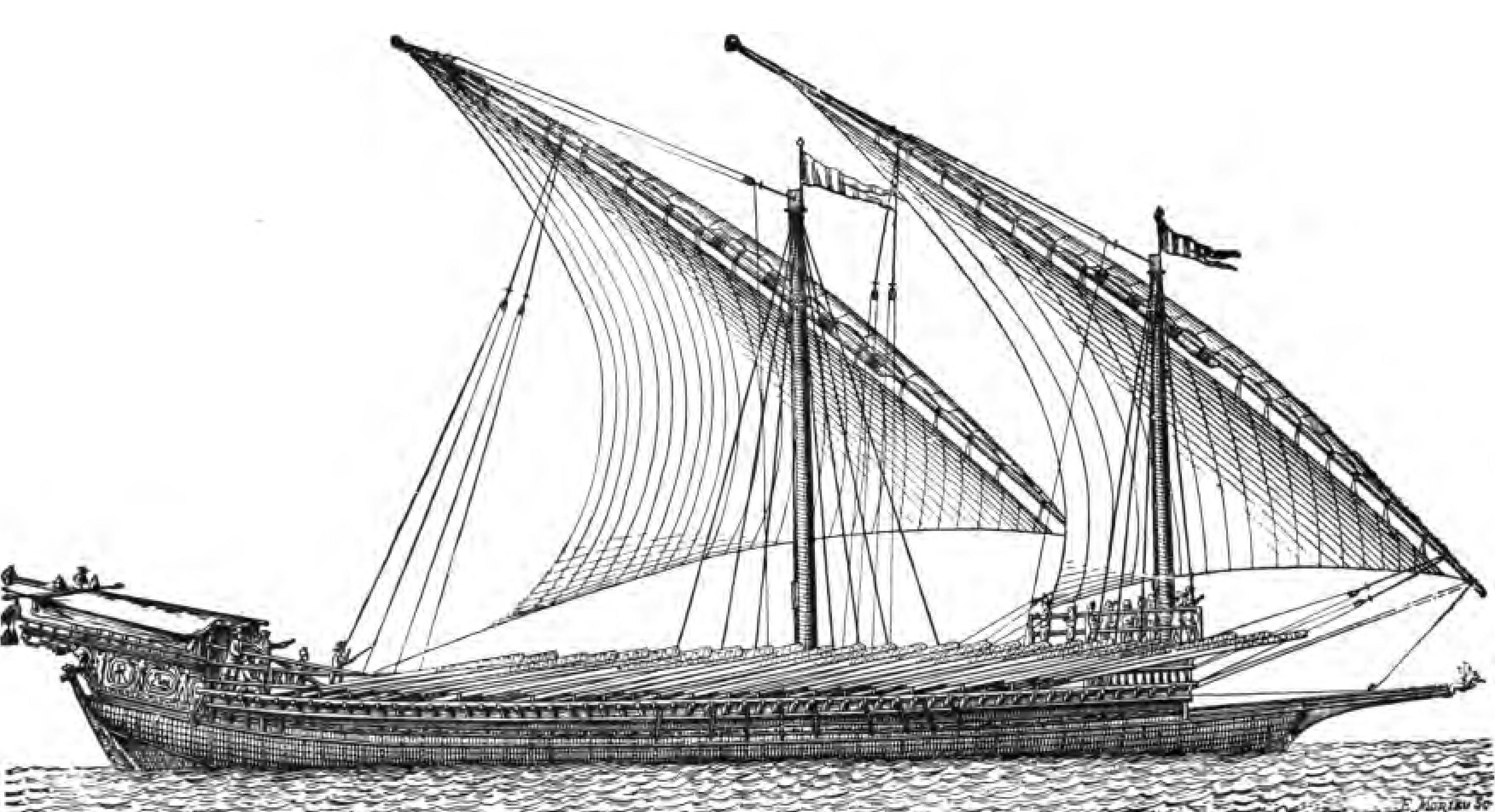
Galea sottile

Nota anche semplicemente come galea per antonomasia, per il numero di uomini imbarcati, la velocità, la manovrabilità in combattimento e la possibilità di navigare anche contro vento od in sua mancanza, la rendevano una nave sicura, ideale per la guerra e per il trasporto delle merci più preziose. Lunga circa 45 m e larghe 5 m, per circa 25 banchi di rematori.

#### Galea bastarda

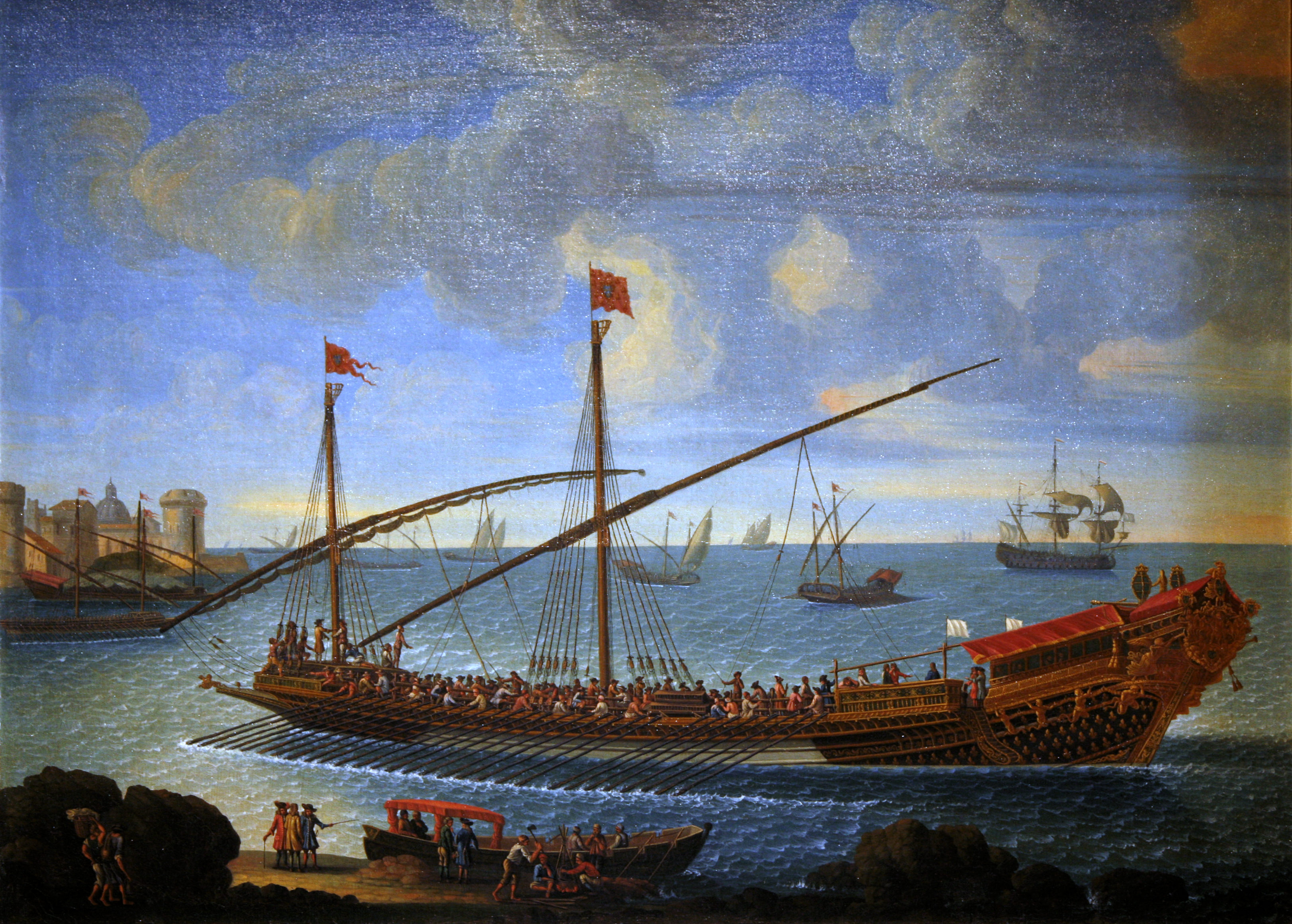
Galea bastarda

Galea dalle forme poppiere più piene rispetto alla galea sottile e murate più alte, era utilizzata con funzioni di nave capitana o patrona, cioè ammiraglia. Il nome derivava dal fatto che tale tipo di nave risultava essere un incrocio tra la galea sottile e la galea grossa. Ne esisteva anche una versione ridotta nota come bastardella, di dimensioni intermedie tra la galea sottile e la galea bastarda.

#### Galea grossa
Utilizzata prevalentemente per attività mercantili, ma all'occorrenza armabile per il combattimento, era nota anche come galea grossa da merchado.

#### Galeazza

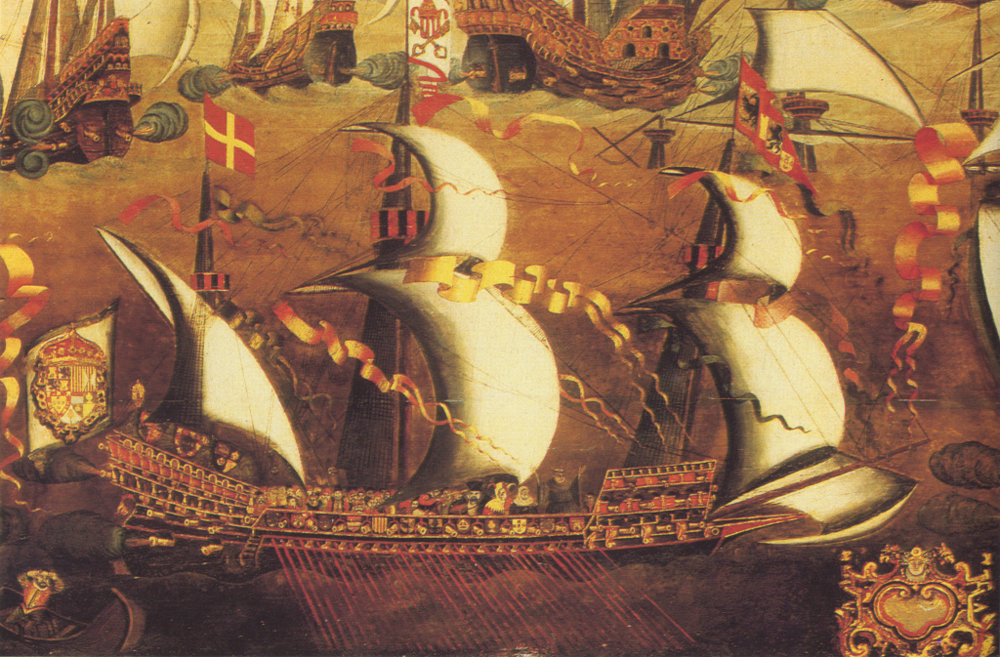
Galeazza

La galeazza è un tipo di galea esclusivamente da guerra, costruita a Venezia a partire dal XV secolo e usata principalmente nel Mar Mediterraneo a partire dal XVI secolo. Sviluppata sul modello della galea grossa d'uso mercantile, si differenziava dalla galea sottile per le maggiori dimensioni, il gran numero di artiglierie e la possibilità, esclusiva tra le galee, di effettuare il tiro laterale. Il rapporto lunghezza:larghezza era 6:1 o 5:1.
Queste navi, utilizzate per la prima volta dai Veneziani di Sebastiano Venier nella battaglia di Lepanto, rappresentarono una sorta di ibrido tra la galea e il galeone e furono considerate per diversi anni un'unità fondamentale nelle flotte più potenti.

#### Galeone

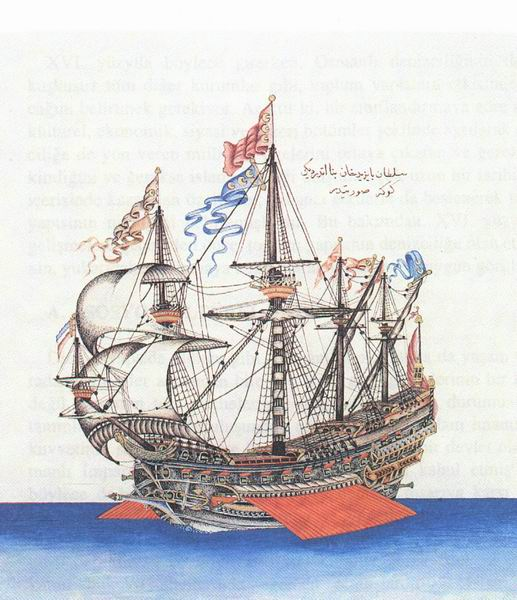
Galeone ottomano

Questa nave costituiva la forma intermedia tra la galeazza e un moderno veliero, evolse infine in una nave propulsa esclusivamente a vela.

## Galee celebri
Francia:
- La Réale (1538)
- La Réale (1694)

Spagna:
- Galera Real

Venezia:
- Bucintoro

Impero Ottomano:
- La Sultana

## Testimonianze archeologiche
Nell'isola, oggi sommersa, di San Marco in Boccalama nella laguna di Venezia, è stata fatta un'importante scoperta: si tratta di due relitti navali, individuati dall'archeologo subacqueo Marco D'Agostino e dal sommozzatore Eros Turchetto nella seconda metà degli anni novanta del secolo scorso, a seguito di attività di monitoraggio avviate dal Magistrato alle Acque di Venezia tramite il concessionario Consorzio Venezia Nuova. Le due navi furono identificate in seguito con una rascona (imbarcazione a fondo piatto da trasporto) e con una galea sottile, il primo ed unico esemplare di questo importante tipo di nave finora individuato. Va infatti ricordato che il relitto di Lazise, nel lago di Garda, appartiene ad una fusta, un tipo di galea più piccolo del normale. Questa venne auto affondata dai veneziani nel 1509.
I due relitti veneziani sono stati datati, grazie al contesto ed al C14, ad epoca tardomedievale.
Lo scavo e il rilievo fotogrammetrico (fotogrammetria) e 3D laser scanner di queste importanti testimonianze di archeologia navale medievale sono stati avviati nel 2001 attraverso due complesse fasi esecutive. Lo scavo stratigrafico dei relitti è stato infatti eseguito totalmente sott'acqua, secondo le classiche metodologie archeologiche. Il rilievo dei due scafi è stato invece realizzato dopo la messa in asciutto dell'intero perimetro medievale dell'isola sommersa. Operazione, questa, avvenuta attraverso l'infissione di una barriera continua costituita da palancole e l'utilizzo di potenti pompe idrovore. Questa lunga campagna di scavo e documentazione è stata finanziata dal Magistrato alle Acque-Consorzio Venezia Nuova e dal Consorzio Venezia Ricerche, con la direzione istituzionale di Luigi Fozzati, funzionario archeologo della Soprintendenza per i Beni archeologici del Veneto-NAUSICAA. I lavori sul campo sono stati eseguiti dalla società Idra-Lavori Subacquei di Venezia e diretti dallo stesso Marco D'Agostino coadiuvato, come vice-direttore, da Stefano Medas. Il gruppo si è avvalso per lo studio della galea del contributo dello storico navale Mauro Bondioli e, per la rascona, dell'arch. Ugo Pizzarello.